# Novembre 1917

## Événements
- France : lancement par l'État du troisième emprunt de la Défense nationale.
- Accord Lansing–Ishii. L'empire du Japon, qui vient de s’emparer des possessions allemandes en Chine, renouvelle son adhésion à la « Porte Ouverte » et réaffirme son intention de respecter l’indépendance et l’intégrité territoriale de la République chinoise. Les États-Unis reconnaissent ses intérêts particuliers dans ce pays.
- Le chef des Kazakhs, Ali Khan Boukeï, demande l’autonomie du pays et forme un éphémère gouvernement nationaliste.

- 1er novembre : Georg von Hertling chancelier en Allemagne.

- 2 novembre : déclaration Balfour promettant la création d'un foyer national juif en Palestine. Elle approuve la création d'un État juif en Palestine, à la condition que les droits des Arabes soient respectés. Le Chérif de la Mecque, Hussein, donne son accord.

- 3 novembre (Espagne) : gouvernement de concentration nationale de Manuel García Prieto, coalition éphémère entre conservateurs, libéraux (turno) et Lliga catalana du modéré Francesc Cambó, suivi de treize crises ministérielles entre 1917 et 1922.

- 6 novembre : fin de la bataille de Passchendaele ou Troisième bataille d'Ypres. 708 000 soldats y ont été blessés ou tués.

- 6 - 7 novembre (nuit du 24 au 25 octobre selon le calendrier julien) : début de la révolution d'Octobre. Insurrection organisée par Trotsky : au Congrès panrusse des Soviets, proclamation du transfert de pouvoir dans toute la Russie aux soviets des délégués ouvriers et paysans. Le Palais d'Hiver tombe aux mains des insurgés pendant la nuit.

- 7 novembre : 
  - Début de la Révolution d'Octobre, à Moscou, menée par Vladimir Ilitch Oulianov alias Lénine. Dans le calendrier julien le 7 novembre correspond au 25 octobre.
  - Gaza est prise par les forces du général sir Edmund Allenby.
  - Réunis à Rapallo, les Alliés décident de créer un Conseil supérieur de guerre interallié.

- 8 novembre : le Congrès panrusse des Soviets adopte les décrets sur la terre aux paysans et sur la paix sans annexion ni indemnités. Création du gouvernement bolchevique, le Conseil des commissaires du peuple. Lénine devient président du Sovnarkom tandis que les Affaires étrangères sont confiées à Trotsky et les Nationalités à Staline.

- 15 novembre :
  - France : le cabinet Painlevé est renversé par la Chambre.
  - Territoire du Tchad : massacre des coupe-coupe : plus de 70 notables sont tués à Abéché par les forces françaises.

- 16 novembre, France : le radical Georges Clemenceau président du Conseil pour la deuxième fois (fin en 1920). Censure, chasse aux “embusqués”, visites aux tranchées.

- 17 novembre : 
  - Prise de Jaffa.
  - Seconde bataille de Heligoland.

- 20 novembre - 7 décembre : bataille de Cambrai

- 25 novembre : 
  - Les élections de l'Assemblée constituante russe sont remportées par les socialistes révolutionnaires (SR) opposés aux Bolcheviks et conduisent à la création de la première assemblée constituante russe
  - Une nouvelle constitution est approuvée par plébiscite en Uruguay. Instauration du suffrage universel et d’un nouveau pouvoir exécutif, inspiré du système exécutif collégial suisse (Colegiado). Ce système fonctionne jusqu’en 1933[1].

- 26 novembre : à la suite de la Révolution bolchevique, la Russie soviétique signe un cessez-le-feu séparé avec l’Empire allemand.

- 29 novembre[2] : révision de la Constitution aux Pays-Bas : suffrage universel masculin, représentation proportionnelle, règlement de la guerre scolaire. Réformes sociales : journée de huit heures, assurance vieillesse. Verzuiling (1917-1940), cloisonnement des « diverses conceptions religieuses, philosophique ou politique et les groupes correspondants, solidement organisés avec l’aide de l’État » (Kossmann).

## Naissances
- 8 novembre : Kamal Ranadive, chercheuse biomédicale indienne († 11 avril 2001).
- 16 novembre : Pierre Rouanet, évêque catholique français, évêque émérite de Daloa (Côte d'Ivoire) († 4 février 2012).
- 19 novembre : Indira Gandhi, femme politique, Premier ministre de l'Inde († 31 octobre 1984).
- 25 novembre : Luigi Poggi, cardinal italien, archiviste émérite du Vatican († 4 mai 2010).
- 29 novembre : Merle Travis, guitariste américain de renom († 20 octobre 1983).

## Décès
- 15 novembre : Émile Durkheim, sociologue français.
- 17 novembre : Auguste Rodin, sculpteur français.